# Bobby soxer

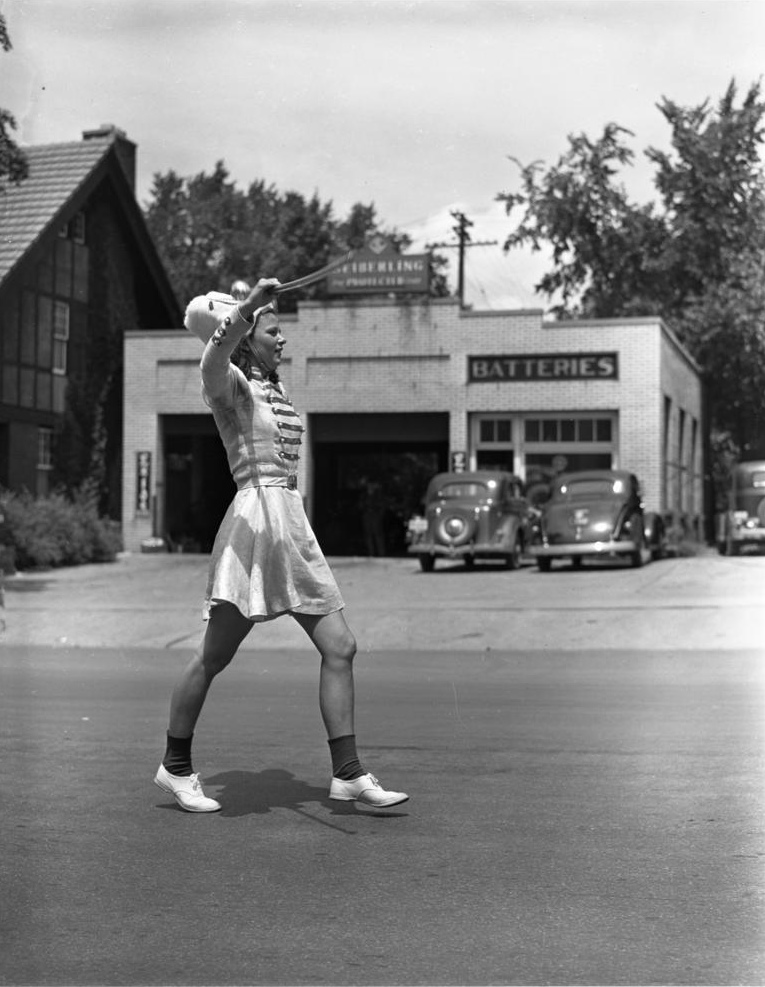

Bobby soxer – socjologiczne określenie z lat 40./ 50. XX wieku, opisujące bardzo emocjonalnie reagujące fanki muzyki pop, wielbicielki piosenkarzy, takich jak Frank Sinatra, Frankie Avalon, Elvis Presley. 
Były to zwykle nastoletnie dziewczęta, względnie młode kobiety, w wieku od 12 do 25 lat. Nosiły rozkloszowane spódniczki z wyhaftowanym pudlem tzw. poodle skirts i charakterystycznie zawinięte skarpetki. Typowa bobby soxer została przedstawiona przez Shirley Temple w filmie The Bachelor and the Bobby-Soxer z 1947 r. Piosenka Frankie Avalona z 1959 r. „Bobby Sox to Stockings" również odnosiła się do tego zjawiska.